# Campyloneurus batavianus
Campyloneurus batavianus är en stekelart som beskrevs av Szepligeti 1910. Campyloneurus batavianus ingår i släktet Campyloneurus och familjen bracksteklar. Inga underarter finns listade.